# Concentração republicana (França)

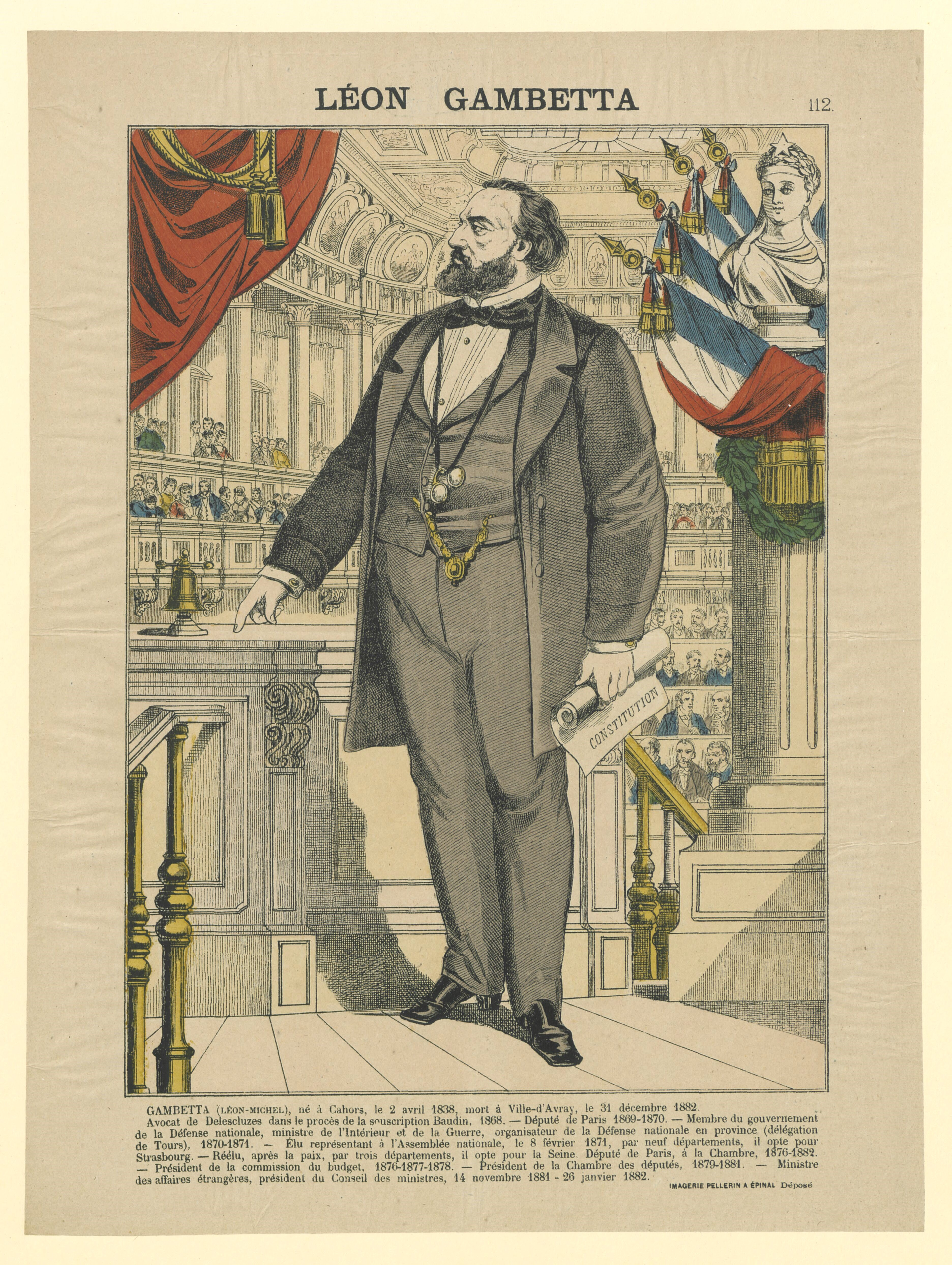
Léon Gambetta, criador do termo "concentração republicana"

A expressão "concentração republicana" refere-se, durante a Terceira República Francesa, à união de diferentes tendências republicanas dentro de um governo ou durante eleições.
A expressão foi usada pela primeira vez por Léon Gambetta, em maio de 1881, referindo-se à aliança dos republicanos, para além das divisões entre radicais e moderados, face a uma direita monárquica que ainda consideravam ameaçadora. Esta política tornou-se particularmente necessária após as eleições legislativas de 1885, uma vez que nenhuma das duas principais correntes do campo republicano detinha a maioria por si só. No entanto, foi frequentemente contestada, especialmente durante a década seguinte, à medida que um segmento de "oportunistas" procurava limitar a influência dos socialistas, aproximando-se da direita que se tinha "unido" à República.
Após 1919, a expressão ganhou um novo significado e designou a conjunção dos centros obtida pela união dos radicais e da centro-direita francesa, em oposição à política de "Cartel das Esquerdas" com os socialistas. Os governos de "concentração republicana" que se sucederam nas décadas de 1920 e 1930 tiveram uma posição bastante frágil e não duraram muito. Foram frequentemente substituídos por governos de "unidade nacional".